# Шуминозеро
Шуминозеро — озеро на территории Чернопорожского сельского поселения Сегежского района Республики Карелии.

## Общие сведения
Площадь озера — 2,2 км², площадь водосборного бассейна — 15,4 км². Располагается на высоте 123,4 метров над уровнем моря.
Форма озера лопастная, продолговатая: оно вытянуто с северо-запада на юго-восток. Берега каменисто-песчаные, преимущественно заболоченные.
Из озера вытекает ручей Конды, впадающий в озеро Пуглъярви, через которое протекает река Паюдеж, впадающая в озеро Верхняя Онигму, протокой соединяющееся с озером Нижней Онигмой. Из Нижней Онигмы берёт начало река Онигма, втекающая в Ондское водохранилище. Через Ондское водохранилище протекает река Онда, впадающая в Нижний Выг.
Код объекта в государственном водном реестре — 02020001311102000008418.